# Carnotena perlineata
Carnotena perlineata är en fjärilsart som beskrevs av Walker 1862. Carnotena perlineata ingår i släktet Carnotena och familjen silkesspinnare. Inga underarter finns listade i Catalogue of Life.